# Calla palustris
Calla és un gènere de plantes amb flors pertanyent a la família Araceae, conté una sola espècie Calla palustris. És nativa de les regions fredes de l'hemisferi nord, en l'est, nord i Europa central, França i Noruega, nord d'Àsia i Amèrica del Nord (Alaska, Canadà, nord-est d'EE. UU.).
És una planta rizomatosa, herbàcia perenne que creix en aiguamolls i pantans. Les fulles són arrodonides gairebé semblants a un cor amb 6-12 cm de llarg i 4-12 cm d'ample amb un pecíol de 10-20 cm. Les flors es produeixen en espàdix amb inflorescències de color groc verdós. El fruit és un raïms de vermelles cireres, contenint cadascuna diverses llavors.
La planta és molt verinosa quan està fresca a causa de l'àcid oxàlic que conté, però els rizomes són comestibles una vegada bullits o secs.